# Хиночі
Хи́ночі — село в Україні, у Володимирецькій селищній громаді Вараського району Рівненської області. Населення становить 1343 осіб.

## Географія
Неподалік від села розташований ботанічний заказник — «Хиноцький». Селом протікає річка Безіменка, яка впадає у Стублу.

## Історія
Село Хиночі — типове поліське село. Розташоване воно у мальовничому куточку північно-західної частини Вараського району Рівненської області. Місцевість села являє собою горбисту рівнину, оточену мішаними лісами та чагарниками. Ніяких архівних документів, які б розкривали історію заснування села Хиночі, не знайдено. Точних даних про час заснування села нема. Ніяких історичних джерел, які свідчили б про час заснування села, не знайдено.
Засноване воно, за переказами найстаріших жителів села, ще у роки монголо-татарської навали. Першими жителями села були племена хини, що в іноземному звучанні означає «китайці». Від назви племен і походить назва села — Хиночі.
Точних даних про переміщення села також немає, але біля села Хиночі (приблизно 1 км на північ) є урочище, яке називається «Старе село». Найстарші жителі стверджують, що там дійсно було колись село, але через те, що воно було розташоване за річкою Стубла і кругом оточене болотами, жителі переселились на сучасне місце з більш сприятливими природними і географічними умовами.
На місці «Старого села» можна знайти велику кількість грубих глиняних черепків. За селом по болотистій рівнині протікала річка Стубла, на місці річки Стубла, протікає невеличка річка Вир — притока Стиру.

### Життя селян від найдавніших часів до 1945 року
За даними Рівненського краєзнавчого музею, з книги Олександра Цинкаловського відомо, що Хиночі (інші назви Хиничі, Хиновичі, Хинона) — село Осовської волості, що знаходиться на відстані 135 кілометрів від Луцька, над річкою Стублою при озері. 
Наприкінці XIX століття у селі налічувалося 66 будинків і 430 жителів, деревяна церква, побудована у XVIII столітті, млин. 
Село колись було містечком. У 1577 році воно належало до Чорторийської волості князя Михайла Чарторийського. 
Наприкінці XIX століття до поміщиків Венгжиновських належало 2920 десятин землі. За переписом 1911 року поміщиці А.Подгурській належало 7287 десятин землі. 
У своїй давній історії село переживало період панування польсько-литовських феодалів. Становище наймитів і робітників до Жовтневої революції було надзвичайно тяжке. Займалися в основному землеробством. Селяни 4-5 днів з ранку до вечора на панів та куркулів і одержували за свою працю копійки. За день, найбільше, можна було заробити 10-15 копійок, і лише 1-2 дні на тиждень працювали на своїх діляночках. Сплачували оброк продуктами та грошима. З 1939 р. буде все теж саме -  займалися в основному землеробством. Селяни в колгоспі 6 днів з ранку до вечора працюватимуть на державу і одержуватимуть за свою працю копійки. За день, найбільше, можна було заробити 10-15 копійок, і лише 1 день на тиждень працювали на своїх діляночках. Сплачували оброк продуктами та грошима.
Селяни жили величезними сім’ями по дев’ять-п'ятнадцять чоловік у маленьких хатинках. Нерідко в одній хаті проживало троє поколінь людей. Причиною цього стала кріпаччина, закони якої не дозволяли людям залишити свого поміщика без викупу. 
Всі хатини в селі були курними, тобто без димарів. Дим з печей виходив прямо в хату, а звідти на горище через отвір у стелі, який після паління закривався спеціальною мішковиною. Хати переважно обмазували жовтою глиною, лише стіни підбілювали білою глиною. Люди спали на спеціальних дерев’яних підлогах в декілька рядів: спочатку дід і баба, за ними батько та мати, далі одружені діти, а в кінці полу — менші діти. Часто бувало так, що взимку разом із людьми тримали і худобу та птицю.
12 червня 2020 року, відповідно до розпорядження Кабінету Міністрів України № 722-р від «Про визначення адміністративних центрів та затвердження територій територіальних громад Рівненської області», увійшло до складу Володимирецької селищної громади.
19 липня 2020 року, в результаті адміністративно-територіальної реформи та ліквідації Володимирецького району, село увійшло до складу Вараського району.

## Населення
За переписом населення 2001 року в селі мешкало 955 осіб.

### Мова
Розподіл населення за рідною мовою за даними перепису 2001 року:
| Мова       | Відсоток |
| ---------- | -------- |
| українська | 99,90 %  |
| російська  | 0,10 %   |

## Відомі люди
Уродженцем села є Шеляг Володимир Анатолійович (1979—2015), учасник російсько-української війни.